# 国家奥林匹克体育中心

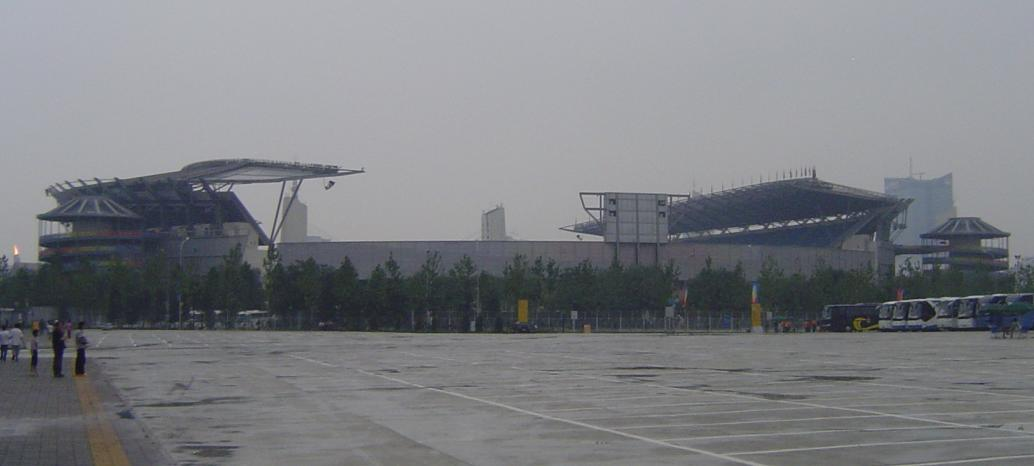
奥林匹克体育中心体育场

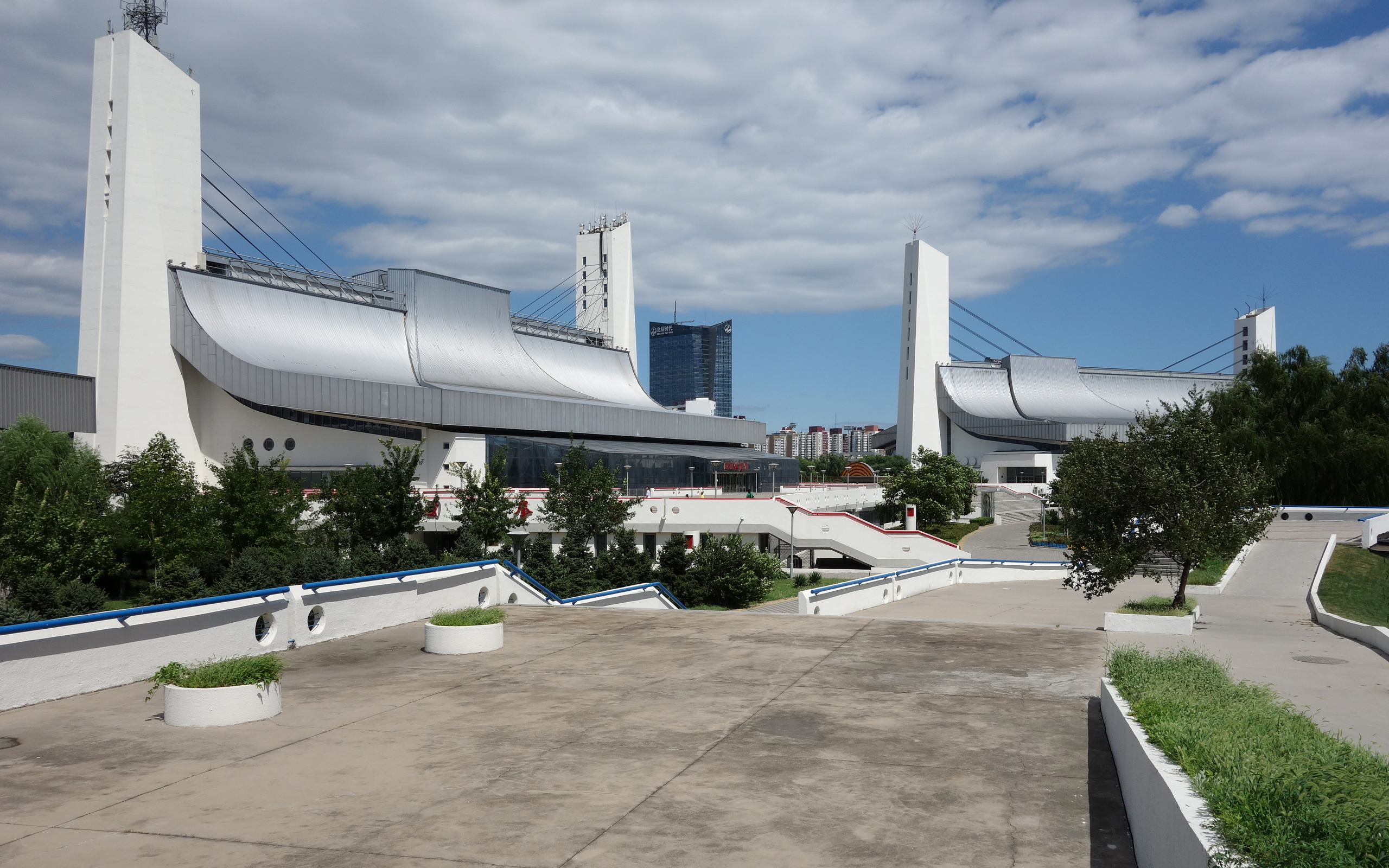
奥林匹克体育中心体育馆

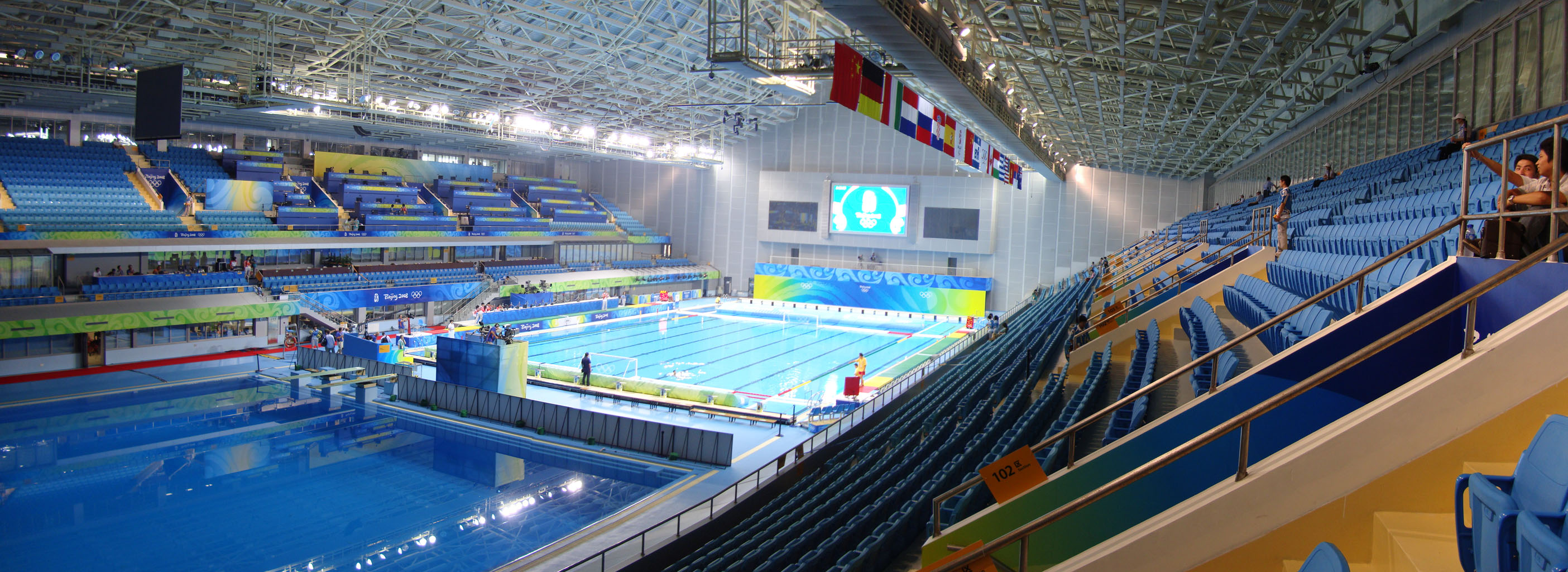
英東遊泳館内部

国家奥林匹克体育中心（英語：National Olympic Sports Center），简称奥体中心，位於北京市北四環中路南側，占地面积66公顷，毗鄰奧林匹克公園、奧林匹克森林公園及奧運村，隔北四环路相望。始建于1986年，于1990年建成并正式投入使用，是国家体育总局直属训练基地。

## 历史
前称北郊体育中心，是为承办第11届亚运会兴建的大型专业性体育场馆，1986年2月，北京市建筑设计研究院亚运会工程设计领导小组正式成立，由建筑学家马国馨主持设计。1989年8月14日，国家体委国家奥林匹克体育中心正式批复成立。1990年4月，邓小平亲笔为“国家奥林匹克体育中心”题名。
为承办2008年北京奥运会比赛训练任务，2006年4月1日，国家奥林匹克体育中心启动耗资约13亿元的奥运会改造工程，改扩建体育场、体育馆、英东游泳馆、曲棍球训练场，新建训练馆、兴奋剂检测中心、运动员公寓等，工程完成后，奥体中心建筑总面积增加至22万平方米。

## 主要設施
- 體育場，位于奥体中心中南部，原先場館面積2万平方米，观众席18000个，2008年北京奥运会前进行扩建，建筑面积37000余平方米，观众席36228个。
- 体育馆，位于奥体中心北侧，2008年北京奧運會前进行改造工程。建筑面积32400余平方米，场地面积为40米×70米，使用标准球类进口木地板辅设，可容纳观众6300余人。
- 英東遊泳館，位于奥体中心北侧，原名北郊游泳馆，1987年6月29日开工，1989年12月31日竣工。于2006年4月1日开始改扩建，并于2007年8月竣工。改扩建后的总建筑面积44635平方米，可容纳观众数量6000人。设有一个25米×50米的标准游泳比赛用池，一个25米×25米的标准跳水比赛用池，一个11.5米×50米热身用池，以及放松用池。
- 曲棍球、網球場，位于奥体中心东北侧，设有3片101.4米×63米的曲棍球人造草室外灯光场地，南侧设有12片硬地网球室外灯光训练场地。建筑面积3100余平方米，可容纳观众1000余人。
- 综合训练馆
- 足球、田徑、壘球訓練場
- 运动员公寓，位于奥体中心东侧，是国家体育总局为保障驻训国家队投资建设的综合服务保障设施。建筑面积32000余平方米，建有客房、会议室、餐厅、多功能厅等。
- 国家体育总局反兴奋剂检测中心

## 舉辦主要項目
- 第十一屆亞洲運動會
- 第七屆全國運動會
- 第六届远东及南太平洋地区残疾人运动会
- 第二十一屆世界大學生運動會
- 第二十九屆奥林匹克运动会

## 交通
- 奥林匹克公园站 (北京市)
- 奥体中心站 (北京市)

## 外部連結
- 国家奥林匹克体育中心官方網址 （页面存档备份，存于）